# Nemotelus dampfi
Nemotelus dampfi är en tvåvingeart som beskrevs av James 1941. Nemotelus dampfi ingår i släktet Nemotelus och familjen vapenflugor. Inga underarter finns listade i Catalogue of Life.